# Deaf Havana
Deaf Havana ist eine britische Alternative-Rock-Band aus Norfolk.

## Bandgeschichte
Ryan Mellor, James Veck-Gilodi und Lee Wilson kannten sich musikalisch schon seit ihrer High-School-Zeit. Gemeinsam besuchten sie danach auch das College in der ostenglischen Kleinstadt King’s Lynn, wo sie auf Sebastian Spitz und Tom Ogden trafen und sich 2005 als Deaf Havana zusammenschlossen. Nach einigen selbst produzierten Veröffentlichungen unterschrieben sie 2008 einen Plattenvertrag mit dem Label A Wolf at Your Door und brachten erst die EP It’s Called the Easy Life und im Jahr darauf ihr Debütalbum Meet Me Halfway, at Least heraus. Außerdem tourten sie durch das ganze Land und absolvierten auch Auftritte im Rest von Europa.
Bevor ein weiteres Album erschien, musste Leadsänger Mellor aus persönlichen Gründen aufgeben. James Veck-Gilodi, der ursprünglich bei Bandgründung schon der Sänger gewesen war, übernahm seine Position beim 2011 veröffentlichten Fools and Worthless Liars. Das Album brachte die Band erstmals in die britischen Charts. Von dem Album veröffentlichten sie auch eine Akustikversion und Unplugged-Auftritte unter anderem in der Union Chapel in London folgten.
Vor dem nächsten Album gab es weitere Änderungen am Line-up: Die Gitarren wurden neu besetzt und Max Britton kam als sechstes Mitglied am Klavier hinzu. Auch musikalisch änderte die Band ihren Stil weg von den rockigen Anfängen hin zu bedächtigerem Pop-Rock. Das Album Old Souls erschien 2013 und stieg in die Top 10 der UK-Charts ein.
Nach der Veröffentlichung kam es zu Spannungen in der Band, die zum Abschied des Gitarristen Chris Pennels führte. Die drohende Auflösung wurde aber vermieden und die verbleibenden fünf Mitglieder machten gemeinsam weiter. Allerdings vergingen darüber vier Jahre, bis im Januar 2017 mit All These Countless Nights das vierte Studioalbum erschien. Es erreichte Platz 5 der Charts.
Am 28. Dezember 2018 gab Keyboarder und Backgroundvocalist Max Britton bekannt, die Band aufgrund gesundheitlicher Probleme zu verlassen.

## Diskografie
Alben
- 2009: Meet Me Halfway, at Least
- 2011: Fools and Worthless Liars
- 2013: Old Souls
- 2017: All These Countless Nights
- 2018: Rituals
- 2019: Live at Brixton Academy
- 2022: The Present Is a Foreign Land
- 2025: We're Never Getting Out

EPs
- 2005: Sweet Sunset
- 2005: Ok, This Time We Mean It
- 2006: White Lines but No Camera (Demo)
- 2007: Where It Begins
- 2007: Evangeline
- 2008: Love by the Riverside
- 2008: It’s Called the Easy Life
- 2012: Leeches

Singles
- 2009: Oh Howard, You Crack Me Up
- 2009: Friends Like These
- 2010: Nicotine and Alcohol Saved My Life
- 2010: My Life Is Average
- 2011: I’m a Bore, Mostly
- 2012: Leeches
- 2012: Little White Lies (feat. Portia Conn)
- 2012: Hunstanton Pier
- 2013: Boston Square
- 2013: Mildred (Lost a Friend)
- 2014: 22
- 2016: Sing
- 2017: Trigger
- 2017: Fever
- 2018: Sinner
- 2025: Lawn Tennis
- 2025: Hurts To Be Lonely
- 2025: Car Crash